# Malko Tărnovo
Malko Tărnovo (búlgaro:Малко Търново) é uma cidade da Bulgária, localizada no distrito de Burgas. A sua população era de 2,449 habitantes segundo o censo de 2010.

## População
| Malko Tărnovo | Malko Tărnovo | Malko Tărnovo | Malko Tărnovo | Malko Tărnovo | Malko Tărnovo | Malko Tărnovo | Malko Tărnovo | Malko Tărnovo | Malko Tărnovo | Malko Tărnovo | Malko Tărnovo | Malko Tărnovo | Malko Tărnovo | Malko Tărnovo | Malko Tărnovo | Malko Tărnovo | Malko Tărnovo | Malko Tărnovo | Malko Tărnovo |
| --- | ------------- | ------------- | ------------- | ------------- | ------------- | ------------- | ------------- | ------------- | ------------- | ------------- | ------------- | ------------- | ------------- | ------------- | ------------- | ------------- | ------------- | ------------- | ------------- |
| Ano | 1887          | 1910          | 1934          | 1946          | 1956          | 1965          | 1975          | 1985          | 1992          | 2001          | 2002          | 2003          | 2004          | 2005          | 2006          | 2007          | 2008          | 2009          | 2010          |
| População |               |               |               | 3,311         | 3,744         | 4,804         | 4,233         | 4,229         | 3,831         | 2,946         | 2,923         | 2,862         | 2,823         | 2,766         | 2,700         | 2,645         | 2,602         | 2,527         | 2,449         |
| Fontes: Instituto Nacional de Estatísticas, „citypopulation.de“, „pop-stat.mashke.org“, Bulgarian Academy of Sciences |               |               |               |               |               |               |               |               |               |               |               |               |               |               |               |               |               |               |               |